# Mesomexovis oaxaca
Espèce
Synonymes
- Vaejovis oaxaca Santibáñez López & Sissom, 2010

Mesomexovis oaxaca est une espèce de scorpions de la famille des Vaejovidae.

## Distribution
Cette espèce est endémique du Mexique. Elle se rencontre en Oaxaca et dans l'Ouest du Chiapas.

## Description
Le mâle holotype mesure 41,5 mm et la femelle paratype 50,9 mm.

## Systématique et taxinomie
Cette espèce a été décrite sous le protonyme Vaejovis oaxaca par Santibáñez López et Sissom en 2010. Elle est placée dans le genre Mesomexovis par González Santillán et Prendini en 2013.

## Étymologie
Son nom d'espèce lui a été donné en référence au lieu de sa découverte, l'Oaxaca.

## Publication originale
- Santibáñez López & Sissom, 2010 : « A new species of the Vaejovis eusthenura group in Oaxaca, Mexico (Scorpiones: Vaejovidae). » Zootaxa, no 2493, p. 49-58.